# Frunol Delicia

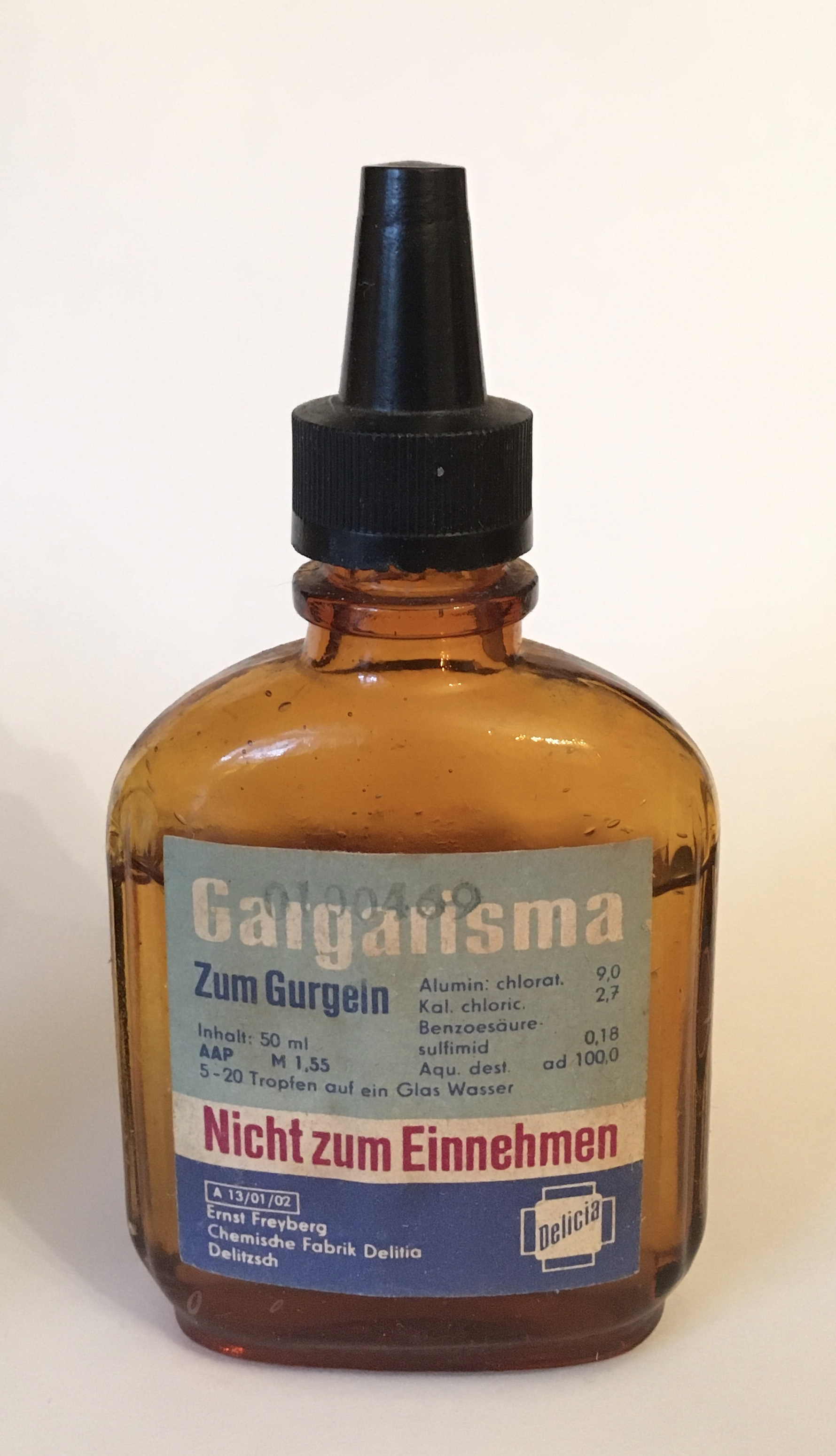
Gargarisma zum Gurgeln bei Halsschmerzen

Die Frunol Delicia GmbH ist ein Schädlingsbekämpfungs- und Pflanzenschutzunternehmen mit Hauptsitz in Delitzsch. 

## Geschichte
Die Frunol Delicia GmbH entstand 1997, durch die Fusion der zwei ehemals eigenständigen Unternehmen Delicia GmbH aus Delitzsch und Frunol Gesellschaft für Produktion und Vertrieb mbH aus Unna.

### Delicia
Die Anfänge der Delicia GmbH gehen auf das Jahr 1817 zurück. Am 30. Mai 1817 kaufte Carl Christian Freyberg die Apotheke „Zum weißen Adler“ am Marktplatz von Delitzsch. Ab 1818 begann er mit der Herstellung von Schädlingsbekämpfungsmitteln. In der zweiten Hälfte des 19. Jahrhunderts kamen Tierarzneimittel hinzu. Bis zum Ende des 19. Jahrhunderts spezialisierte sich das Unternehmen sich auf die Produktion von Tierarznei-, Rattenbekämpfungs- und Pflanzenschutzmittel sowie Haushaltsinsektizide. Um 1818 erfolgte dabei der Übergang zur maschinellen Herstellung. Unter dem Markennamen delicia wurden die Produkte 1896 patentiert.
Unter der Bezeichnung "Ernst Freyberg, Chemische Fabrik Delitia, Delitzsch" wurde das Unternehmen 1888 in das Handelsregister eingetragen. Die Firma wuchs schnell und exportierte seine Produkte 1910 in zahlreiche europäische und überseeische Länder. Durch den zunehmenden Produktionsumfang und dem damit verbundenen Platzverbrauch, entstanden von 1936 bis 1943 neue Produktionsanlagen am östlichen Stadtrand, mit einer Industriefläche von circa 110.000 Quadratmetern.
1946 wurde der Betrieb in der SBZ zeitweilig enteignet, wurde 1947 aber an die Familie Freyberg zurückgegeben. 1958 musste er in der DDR eine staatliche Beteiligung akzeptieren. Zusätzlicher Gesellschafter war der VEB Fahlberg-List aus Magdeburg. Zum 1. Mai 1972 wurde die Firma als VEB Delicia Delitzsch endgültig verstaatlicht.
Nach der Gründung des VEB Kombinat Chemisch-Technische Erzeugnisse Leipzig zum 1. Oktober 1981 wurde der VEB Delicia Delitzsch Teil dieses Kombinats. Während anfangs der VEB Isofol Leipzig Stammbetrieb des Kombinates war, ging diese Funktion mit Wirkung vom 1. Januar 1985 auf den VEB Delicia Delitzsch über. Damit war Delitzsch Sitz des Kombinates.
Nach der Wende erfolgte im ersten Halbjahr 1990 die Abwicklung des Kombinates. Die Kombinatsbetriebe wurden durch Entflechtung zum 1. Juli 1990 in eigenständige Kapitalgesellschaften umgewandelt. Der VEB Delicia Delitzsch wurde in eine GmbH mit der Treuhand Leipzig als Anteilsinhaber umgewandelt. 1995 wurde die erste Sanierungs- und Ausbaustufe fertiggestellt und mit der Wiederaufnahme der Produktion am Delicia-Standort in Delitzsch begonnen.

### Frunol
Der heutige Geschäftsführer Jürgen Friedel gründete 1975 die Frunol in Unna. 1984 begann das Unternehmen mit der industriellen Produktion von Rodentiziden und Haushaltsinsektiziden. Ende der 1980er Jahre wurde ein neues Wirkstoff-Veredelungsverfahrens für die Verwendung von geruchlosen Haushaltsinsektiziden entwickelt. Ab 1993 entstand eine Vertriebs- und Produktionskooperation mit der Delicia GmbH aufgrund der Übernahme der Gesellschaftsanteile von der Treuhand Leipzig. 1995 kam zudem die Haus + Garten-Marke Etisso von der Celaflor GmbH Ingelheim am Rhein mit den Geschäftsbereichen Blumenerde, Pflanzenpflege und Pflanzenschutz hinzu.
Von 1999 bis 2000 wurde das ehemalige Produktionsgebäude in Unna zum Verwaltungssitz umgebaut, während Delitzsch Entwicklungs- und Produktionsstandort ist. Zudem entstand 2000 ein Verkaufsbüro in Dubai, zum Ausbau der Geschäftsbeziehungen auf der Arabischen Halbinsel und deren angrenzenden Staaten. 2001 wurde die zweite Sanierungs- und Ausbaustufe zur Produktion von Schnecken und Gift-Linsen fertiggestellt, mit dessen Produktion 2004 begonnen wurde. 2002 wurde die damals führende Baumpflegemarke LacBalsam übernommen. 

## Produkte
Bei den Gütern des Unternehmens handelt es sich um Produkte aus den Bereichen Pflanzenschutz, Vogelfutter, Schädlingsbekämpfung, Insektenschutz, Pflanzenpflege und Erden. 